# Zofia Poznańska
Zofia Poznańska, scritto anche Zosia, Zosha o Sophia (Łódź, 23 febbraio 1906 – Bruxelles, 29 settembre 1942), è stata una partigiana polacca.

## Biografia
Zofia Poznańska nacque a Łódź da Mosze Poznański e Hana Basz; apparteneva ad una ricca famiglia ebrea. In seguito crebbe a Kalisz, dopo che la Polonia riconquistò la sua indipendenza nel 1918. In gioventù aderì al movimento giovanile Hashomer Hatzair, ispirato al sionismo socialista. Nel 1925, all'età di 19 anni, Zofia emigrò in Palestina per vivere e lavorare nel kibbutz di Mishmar HaEmek. Dopo essere rimasta delusa dal kibbutz e aver lottato per tentare di conciliare la sua ideologia socialista e sionista con lo sfollamento dei contadini arabi, la cui terra era stata confiscata, Zofia si trasferì a Tel Aviv. Lì conobbe Leopold Trepper e si unì al suo movimento comunista e binazionale, Ihud, mentre nel 1927 aderì al Partito Comunista Palestinese.
Fece ritorno in Polonia dopo essere stata informata che sorella si era ammalata gravemente. Quando tornò in Israele, scoprì che l'Ihud era stato soppresso dalle autorità britanniche; decise dunque di trasferirsi a Parigi, dove fu ugualmente attiva nel movimento comunista locale. Dopo che la polizia francese cominciò a fare pressioni sui comunisti, si trasferì a Bruxelles.
Esperta di cifratura, lavorò per una cellula di spionaggio gestita da Trepper sotto la falsa identità belga di "Anna Verlinden". Nell'ottobre 1941 Zofia fu mandata a Bruxelles per conto di Mikhail Makarov, agente segreto del GRU sovietico.  Risiedette al 101 di Rue des Atrébates, a Etterbeek, Bruxelles, assieme a Rita Arnould.
Arrestata dall'ufficiale dell'Abwehr Harry Piepe nella notte tra il 12 e il 13 dicembre 1941, si tolse la vita il 29 settembre 1942 impiccandosi nella sua cella alla prigione di Saint-Gilles, a Bruxelles, per evitare che la cifra che le era stata affidata non cadesse nelle mani dei tedeschi. Tuttavia il suo sacrificio fu in gran parte vano, poiché Wilhelm Vauck, principale crittografo della Funkabwehr, fu in grado di mettere insieme i vari indizi rinvenuti nella sua casa usando il cosiddetto cifrario a sostituzione. La conquilina di Zofia, Rita Arnould, arrestata dall'Abwehr lo stesso giorno, identificò il codice cifrato nel libro Le miracle du Professeur Wolmar di Guy de Téramond, un romanzo del 1910.
Nel 2003, la scrittrice israeliana Yehudit Kafri pubblicò un romanzo biografico sulla figura di Zofia Poznańska, intitolato Zosha: From the Jezreel Valley to the Red Orchestra, poi pubblicato in Polonia nella traduzione inglese di Anne Hartstein Pace. Kafri dedicò la traduzione inglese ad Anna Orgal, morta nell'attentato al bus di piazza Davidka nel 2003.
Poznańska fu sepolta in una fossa comune di Saint-Gilles, a Bruxelles, dove nel 1985 è stata eretta una lapide recante l'iscrizione Resistante con il suo nome. Nel 1983 le venne intitolato in Israele un boschetto nella foresta di Eshtaol e le venne assegnata una medaglia postuma per i combattenti contro i nazisti.